# Caraceni
Caraceni er en italiensk skræddervirksomhed, der blev grundlagt i Rom i 1913 af Domenico Caraceni, der betegnes som fader til italiensk herremode.
På et tidspunkt i 1930'erne havde Domenico og hans familie forretninger i Rom, Milano og Paris. Forretningen i Paris blev drevet af Domenicos bror, Augusto, der lukkede forretningen, da Mussolini erklærede krig med Frankrig.
I dag drives flere virksomheder med navnet Caraceni. Den oprindelige butik har en lille forretning i Rom med en lille gruppe ansatte, der drives af Tommy og Guilio Caraceni, der er Domenicos nevøer. Der er tre grene i Milano, der alle er grundlagt af en anden gren af familien.

## Kendte kunder
Caraceni har fremstillet jakkesæt til en række kendte personer i løbet af årene inklusive Tyrone Power, Humphrey Bogart, Gary Cooper, Cary Grant, Yves Saint Laurent, Gianni Agnelli, Diego Granese, Sophia Loren og modedesigneren Valentino Garavani.
Caraceni-mærket er også kendt for at have fremstillet tøj til flere generation af konger af Grækenland og Italien, fyrsten af Wales, fyrst Rainier af Monaco samt de italienske premierminister Silvio Berlusconi og Aristotle Onassis.